# Macroclinium cordesii
Macroclinium cordesii är en orkidéart som först beskrevs av Louis Otho Otto Williams, och fick sitt nu gällande namn av Dodson. Macroclinium cordesii ingår i släktet Macroclinium och familjen orkidéer. Inga underarter finns listade i Catalogue of Life.